# 小田ゆうあ
小田 ゆうあ（おだ ゆうあ、1965年11月25日 - ）は、日本の漫画家。東京都杉並区出身、兵庫県在住（1993年 - ）。血液型はB型。既婚で、2人の息子の母でもある。かつては「小田由亜」名義で活動していた。

## 人物・略歴
- 18歳の時、1983年『週刊セブンティーン増刊』に掲載された『君を夏へつれもどす』でデビュー[1]。
- 2006年から『office YOU』で連載の『斉藤さん』が、2008年と2013年に観月ありさ主演でドラマ化された[1]。
- 2016年、『ふれなばおちん』がNHK BSプレミアムのプレミアムドラマで、長谷川京子の主演で連続ドラマ化[2]。
- 2020年3月3日に関西テレビで放送されたよーいドン!で、友達から誘われ、たむらけんじといきなり日帰りツアーに参加した。[要出典]
- 2024年4月12日、『かろりのつやごと』で第53回日本漫画家協会賞大賞（コミック部門）を受賞[3][4]。

## 作品リスト
- 斉藤さん（『Office YOU』、全14巻）
  - 斉藤さん もっと!（『Office YOU』、全4巻）
- 誰か彼女をとめてくれ
- ヒノエウーマン（原作：登坂恵里香）
- PINKY&BABY
- Shampoo
- 結婚のリアル（セレクトYOU・結婚生活編）
- 大人の恋愛時間（セレクトYOU・恋愛編）
- おとなりの家庭事情（セレクトYOU・夫婦・家族編）
- ふれなばおちん（『Office YOU』、全11巻）
- リブラブ livelove（『Office YOU』、全7巻）
- かろりのつやごと（『Office YOU』- 2025年3月号[5]、全14巻）
  - かろりのつやごと Season2（『Office YOU』2025年5月号[6] - ）